# Уль, Юго
Юго Уль (фр. Hugo Houle; род. 27 сентября 1990, Квебек, Канада) — канадский профессиональный шоссейный велогонщик, выступающий c 2018 года за команду «Astana Pro Team». Чемпион Канады в групповой гонке 2015 года.

## Достижения
2010
 Чемпион Канады — индивидуальная гонка U23
2011
 Чемпион Канады — групповая гонка U23
 Чемпион Канады — индивидуальная гонка U23
2012
Тур Квебека
1-й в генеральной классификации
3-й этап
1-й в горной классификации на Гран-при Сагенея
Тур Боса
2-й в генеральной классификации
1-й в молодёжной классификации
3-й на Чемпионат Канады — индивидуальная гонка
4-й на Чемпионат мира — групповая гонка U23
2013
5-й на Чемпионат Канады — индивидуальная гонка
2014
2-й на Чемпионат Канады — индивидуальная гонка
2015
 Панамериканские игры — индивидуальная гонка
 Чемпион Канады — индивидуальная гонка
2016
2-й - Tour de Beauce
4-й на Чемпионат Канады — индивидуальная гонка
8-й на Тур Дании
2017
5-й на Букль де ля Майен

## Статистика выступления наГранд-турах
| Гонка / Год     | 2015 | 2016 | 2017 | 2018 | 2019 | 2020 | 2021 |
| --------------- | ---- | ---- | ---- | ---- | ---- | ---- | ---- |
| Джиро д'Италия  | 113  | 72   | —    | —    | —    | —    | —    |
| Тур де Франс    | —    | —    | —    | —    | 91   | 47   | 66   |
| Вуэльта Испании | —    | —    | 115  | —    | —    | —    | —    |

## Рейтинги
| Год                  | 2010  | 2011  | 2012  | 2013 | 2014 | 2015 | 2016   | 2017  | 2018  | 2019  | 2020  | 2021  | 2022  | 2023  | 2024  |
| -------------------- | ----- | ----- | ----- | ---- | ---- | ---- | ------ | ----- | ----- | ----- | ----- | ----- | ----- | ----- | ----- |
| Мировой тур UCI      |       |       |       | -    | -    | -    | -      | 234-й | 194-й |       |       |       |       |       |       |
| Мировой рейтинг UCI  |       |       |       |      |      |      | 593-й  | 625-й | 344-й | 447-й | 354-й | 352-й | 161-й | 340-й | 697-й |
| Европейский тур UCI  | -     | -     | 465-й |      |      |      | 1387-й | 647-й | 359-й |       |       |       |       |       |       |
| Американский тур UCI | 365-й | 200-й | 59-й  |      |      |      | 101-й  | -     | -     | 43-й  | 24-й  | 30-й  | 16-й  | 31-й  | -     |
|                      |       |       |       |      |      |      |        |       |       |       |       |       |       |       |       |
| Источник: UCI        |       |       |       |      |      |      |        |       |       |       |       |       |       |       |       |